# Братунац
Братунац (босн. Bratunac, серб. Братунац / Bratunac, хорв. Bratunac) — город на востоке Боснии и Герцеговины вблизи реки Дрины, пограничной с Сербией, к северу от Сребреницы. Центр общины Братунац. Относится к Республике Сербской.

## Население
Численность населения города по переписи 2013 года составила 8 359 человек, общины — 21 619 человек.
Национальный состав города по переписи 1991 года:
- мусульмане — 4.311 (56,02 %);
- сербы — 3.037 (39,46 %);
- хорваты — 32 (0,41 %);
- югославы — 159 (2,06 %);
- остальные — 156 (2,02 %).
- Всего — 7.695 чел.